# Páskovka hajní
Páskovka hajní (Cepaea nemoralis), někdy také hlemýžď hajní, je typickým zástupcem svého rodu páskovka a je jedním z nejčastějších druhů zemních šneků v Evropě. Vyskytuje se v Evropě, ale i v Severní Americe. Živí se především rozkládajícími se a stárnoucími rostlinami. Jedná se o hermafrodita, nicméně k produkci oplodněných vajíček se musí spářit. Je také využíván jako modelový organismus v občanské vědě.

## Popis
Druh je podobný páskovce keřové. Často také dochází k vzájemnému křížení páskovky keřové a hajní. Výška ulity je přibližně 18 mm, délka kolem 23 mm. Ulita je zbarvena žlutě z několika hnědými pruhy.

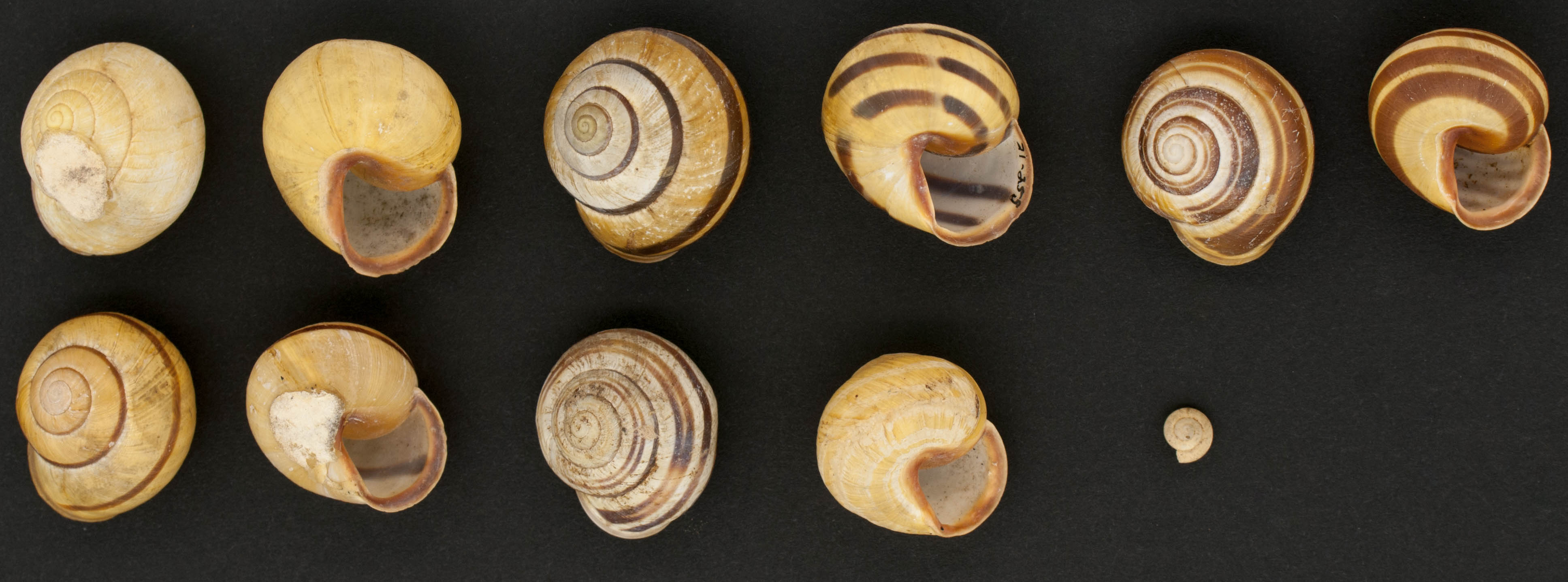
Různé ulity páskovky hajní (Cepaea nemoralis)
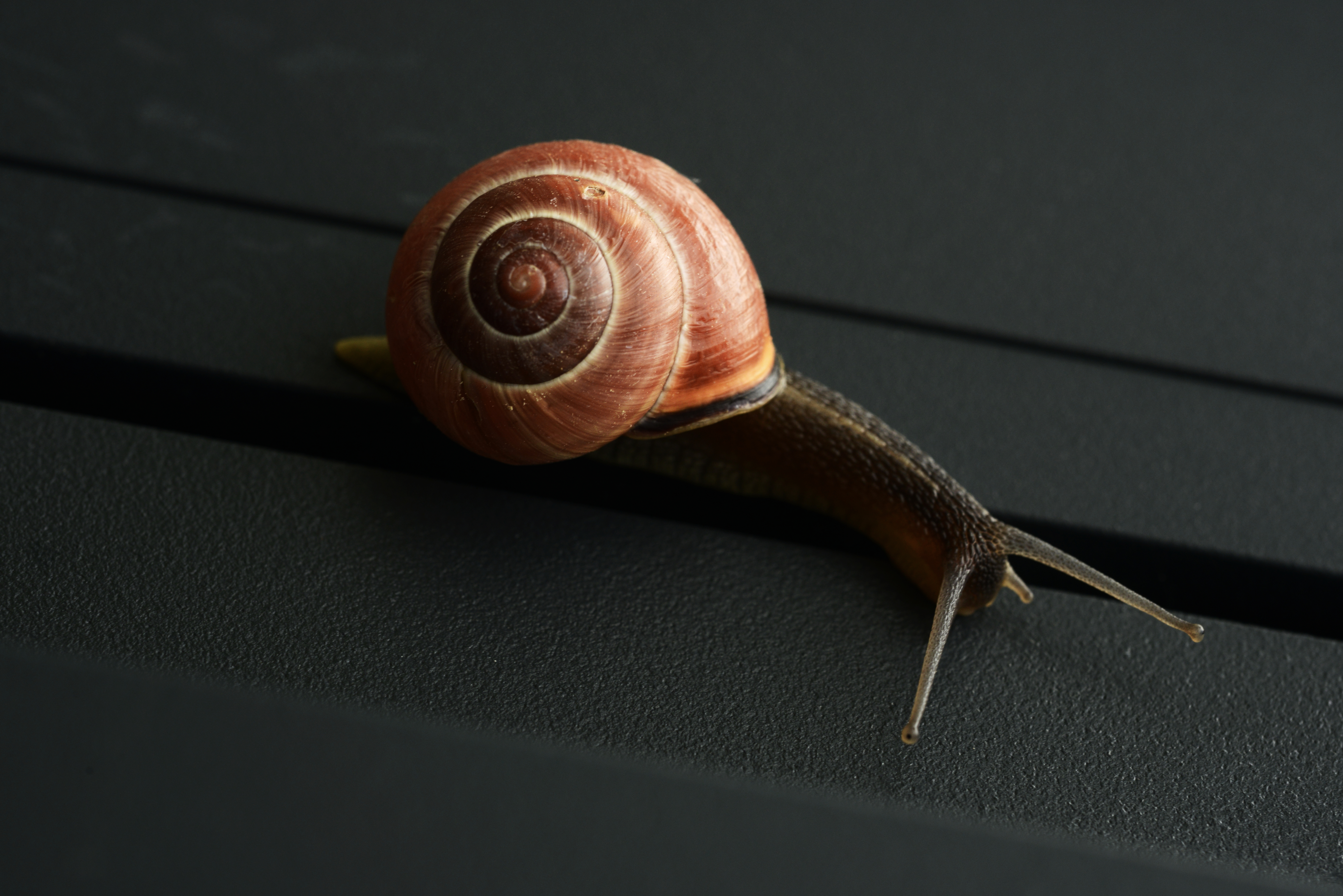
Páskovka hajní, vzácná forma bez pásky – foceno na okraji Prahy v Jesenici.

## Výskyt
Je to jeden z nejčastějších druhů zemních šneků v Evropě. Byl také zavlečen do Severní Ameriky.
V České republice se souvisle vyskytuje v Čechách, rozšířena je ale po celém území. Původní je v severních Čechách a na jižní Moravě. Jedná se o synantropní druh.